# ZIGGY
ZIGGY（ジギー）は、1984年にボーカルの森重樹一を中心に結成された日本のロックバンド。結成以来、メンバーの脱退・加入・復帰を繰り返し、2008年2月に無期限の活動休止を発表した後、2010年、2014年に期間限定でLIVEのみ活動、2017年に10年ぶりの新曲リリースと全国ツアーを開催し精力的に活動を再開。現在の正式メンバーは森重樹一のみである。また、SNAKE HIP SHAKES（スネイク・ヒップ・シェイクス）という名義で活動していた時期もある。

## 外観的な特徴
ZIGGYのメンバーの初期の外観は、濃いメイクに明るい色の長髪、派手で煌びやかな衣装をまとっていたという特徴があるが、これは海外のバッドボーイズロック、および、LAメタルやグラムロックの影響によるものである。
しかしながら、ヴィジュアル系という用語が確立した90年代以降にヴィジュアル系雑誌『SHOXX』（音楽専科社）で取り上げられるなど、ヴィジュアル系の一派と捉えられるケースも稀にある。中期に入ると戸城が比較的短髪になり、森重は本人が学生時代以来というパンクスのような短髪になった。同時にメイクや衣装も徐々に落ち着いた物に変化していった。後期は津谷と松尾が短髪にすることが多くなり、衣装も黒を基調としたシックなスタイルを用いることが増えた。

## 80年代半ばにおける海外及び、国内のロックシーン
海外ではモトリー・クルーやガンズ・アンド・ローゼズらの活躍により、バッドボーイズロックやLAメタルが80年代半ばに栄えていたが、彼らの音楽性、ファッション性はZIGGYのメンバーに少なからず影響を与えている。同じ頃、国内のロックシーンではBOØWYやREBECCAらが相次いでブレイクし、空前のバンドブームとなっており、メジャーデビュー後のZIGGYもバンドブームの隆盛に比例する形でCDセールスやライブの動員数を伸ばしていった。バンドブーム終焉とともに多くのバンドが解散や活動休止に追い込まれる中、ZIGGYは2008年まで活動を継続。バンドブーム期を経て生き残った数少ないバンドの1つである。

## 音楽的特徴
音楽的特徴は活動時期やアルバムによって大きく異なる。初期はロックンロールやハードロックを基調としたアップテンポな楽曲が多く、ボーカルパートはメロディアスで歌謡曲要素が強かった。90年代に入るとアルバムごとに音楽性が大きく変化し、2000年代に入るとブルースロックのような楽曲が中心となった。2017年の活動再開後は初期のような音楽性に戻っている。作詞面では初期は英詞を多用したが、中期以降は日本語歌詞がメインとなった。ボーカルパートに歌謡曲要素が強かった点について、森重は少年期に沢田研二や西城秀樹らの歌謡曲を好んで聴いていたため、その影響が楽曲に反映しているのかもしれないと語っている。

## メジャーデビューまでの活動
1984年秋、東京で森重樹一を中心に結成される。ZIGGYという名前はデヴィッド・ボウイのジギー・スターダストから命名された。その後メンバーチェンジを繰り返したのち、1986年3月に当時G.D.FLICKERSに所属していた戸城憲夫が加入。この時点でのメンバーで、ソニーレコードのオーディションを受けたものの、最終選考で落選している。当オーディションでは、後に音源化される「LAZY BEAT」、「I CAN'T STOP DANCIN'」が演奏された。その後ドラマーが結婚を理由に脱退し、戸城の在学する拓殖大学の後輩であった大山正篤が1986年6月に加入、1986年10月には松尾宗仁が加入し、メジャーデビュー時のメンバー構成となった。
1987年7月にVICEレコードから初のLP「それゆけ! R&R BAND」を発売。発売記念ライブを渋谷ラママで行うものの、開始5曲ほどで森重がステージを降りてしまい、数曲をヴォーカル不在で演奏して終了、というトラブルがあった。また、この年は初の全国ツアーを行うが、地方では対バンが高校生、バンド名が「GIGGY」と表記される、メンバーが最前列の客が食べていたシュウマイを演奏中に奪って食べるなど、珍事の連続であった。

## メジャーデビュー以降の活動
- 1987年
  - 10月5日、徳間ジャパンよりアルバム「ZIGGY 〜IN WITH THE TIMES〜 」をリリースしメジャーデビューを果たす。
- 1988年
  - 5月、初のシングル「GLORIA」、「I'M GETTIN' BLUE」を同時リリース。2ndアルバム「HOT LIPS」リリース。
- 1989年
  - 3月、3rdアルバム「NICE & EASY」リリース。本アルバム以降、戸城脱退までは、森重と戸城でアルバム収録曲の作曲を半数ずつ担当した。
  - 7月、インディーズ時代のLPを再録音した「それゆけ! R&R BAND〜REVISITED」リリース。また、2ndアルバム「HOT LIPS」収録曲の「GLORIA」がフジテレビ系ドラマ『同・級・生』の主題歌となり、再びシングルカットされる。オリコン最高位3位の大ヒットとなり、ゴールデンタイムのテレビ番組にも数多く出演。
  - 8月21日、18日の渋谷ラママでのライブの追加公演という形で、初の日本武道館単独公演を敢行。
- 1990年
  - 4月、4thアルバム「KOOL KIZZ」リリース。オリコン初登場1位を獲得する。
  - 秋頃、マスコミ各社に異例の「休暇届け」を送付し1年間の活動休止を発表。
- 1991年
  - ZIGGYをモデルとしたアニメ作品「ZIGGY THE MOVIE それゆけ! R&R BAND」が制作される。劇中歌には活動休止前にレコーディングされていた未発表曲が使用され、これらの楽曲をまとめたミニ・アルバム「SOUND TRAX」が6月に発売された。
- 1992年
  - 活動再開。
  - 6月、5thアルバム「YELLOW POP」リリース。新しい音楽に挑戦し、ソングライターとしての更なる成長を志していた森重と戸城は、あくまでトラディショナルなロックンロールにこだわる松尾との活動に限界を感じ始める。同時に松尾も「YELLOW POP」に収録された「のらねこのKUROくん」が自らの音楽的嗜好とは相容れないものと感じ、脱退を決意する。また、松尾の脱退によりデビュー時のメンバーにこだわる必要がないと森重が判断し「YELLOW POP」発売に伴うツアー『COME ON EVERYBODY』終了後に、松尾と大山の脱退が発表された[7][5]。2人の脱退に関してマスコミ各社に送られた森重のメッセージは以下の通りである。

「(略)約1年半という活動休止期間を経た我々の活動には、残念ながら終始どこかかみ合わない歯車のような、しっくりといかない感じがつきまとっており、各々のメンバーがその不確かな”ずれ“を違った形で捉えていたように思います。(略)バンドという一つの共同体を中心に考えるのであれば、バンドの方向性が最重要視されなければなりません。そのために個人的には納得のいかないこともあるはずです。(略)ただ唯一解って頂きたい点は、音楽は我々にとって最も愛するべきもので、人生そのものと言っても過言ではないということです。その音楽に、より誠実であるために各々が、より自分を生かせる場所で活動するべきだと判断したというところです。(略)親愛なるファンならびに関係者の皆様へ」(森重樹一)[8]
  - 12月、ライブビデオ「COME ON EVERYBODY」、ファン投票により選曲されたベストアルバム「ORDER-MADE 〜15 NUMBERS SELECTION〜」がリリースされ、これがデビュー時の4人での最後の作品となった。森重と戸城はユニットの形態でZIGGYとしての活動を継続していくこととなった。
- 1993年
  - 7月、森重、戸城のユニットになってから初のアルバム「ZOO & RUBY」を発売。サポートメンバーには横関敦、新美俊宏を迎えアルバムタイトルは「ビートルズ」のもじりであり、ソングライティング、サウンドメイキングともにビートルズの影響にあるポップス色の強い楽曲が多くなっている。また、この時期はライヴを想定しない作品制作重視の活動方針も模索しており、ライブの本数が極端に減少する。
- 1994年
  - 7月、7thアルバム「BLOND 007」発売。サポートメンバーには引き続き横関敦、新美俊宏を迎え、バンドスタイルでの楽曲制作を行った。音楽性はロック色の強い方向に回帰したが、彼らの技量を活かしたテクニカルなアレンジが多く、従来のZIGGYのサウンドとは大きく異なるものとなった。
- 1995年
  - 3月、シングル「Jealousy 〜ジェラシー〜」リリース。「カメリアダイアモンド」のCMソングに起用され、ヒットする。
  - 10月、ライブでのサポートドラマーを務めてきた宮脇”JOE”知史（現44MAGNUM）が正式加入。
- 1996年
  - 1月、所属レコード会社をマーキュリー・ミュージックエンタテイメントに移籍。
  - 3月、8thアルバム「WHAT NEWS!?」リリース。サポートメンバーにIchiro、川村ケンを迎え、久々にオーソドックスなロックンロール色の強い作品となった。
- 1997年
  - 3月、9thアルバム「CRAWL」リリース。このアルバムよりプロモーション活動を控え、メディア露出が極端に減少するなど活動体制が大きく変化し、以降、セールスは大幅に落ち込む。
- 1998年
  - セールスの大幅な減少、個人活動の活発化などによりZIGGYは解散の危機に瀕する。そこで当時の所属事務所の創始者である月光恵亮は森重に松尾宗仁の復帰を提案。森重はこれに賛成し、松尾も当時TRYBECCAという自身のユニットで活動していたが、掛け持つ形で承諾。3月に正式メンバーとして松尾が復帰。当初は"KING OF GYPSYZ"の変名でライヴを行っていたが、8月からはZIGGY名義でのライヴを通常通り行い、松尾復帰に伴って初期の楽曲も演奏された。

- 1999年
  - 1月、所属レコード会社をSMEJ Associated Recordsに移籍。
  - 3月、10thアルバム「Goliath Birdeater」リリース。外部プロデューサーの意見を大きく取り入れるアルバムの制作方法や、発売後のツアーのブッキングに関して不満を持っていた戸城は、取材等で不穏な発言を繰り返してしまう。戸城はその後、次回作の制作時にオーソドックスなロックンロールへ回帰しようとする森重や松尾との音楽性の相違を感じ、メンバーに脱退を示唆。メンバーは慰留に努めるものの、話し合いの末、互いに譲歩が困難であると悟り、10月1日をもって戸城の脱退が決定。また、戸城の脱退がレコード会社との契約違反とみなされ、契約解除だけでなく、ZIGGYの名でのバンド活動及びメンバーの個人活動も制限されることとなった。
- 2000年
  - 1月、ファンクラブ会報にて戸城の脱退と、当時PSYCHO CANDIEというバンドに所属していた津谷正人を新ベーシストに迎え"SNAKE HIP SHAKES"名義で活動することを発表。
  - 6月、レコード会社をメルダックに移籍し、SNAKE HIP SHAKES名義での1stシングル「永遠のJustice 〜この道の果てに〜」リリース。2001年にかけて、SNAKE HIP SHAKESとして計3枚のシングル、計5枚のアルバムをリリースした。
- 2002年
  - 7月、バンド名義をZIGGYに戻し、ZIGGYとしては3年ぶりとなるアルバム「HEAVEN AND HELL」リリース。
  - 12月、12thアルバム「HEAVEN AND HELL II」リリース。
- 2003年
  - 9月、13thアルバム「ROCK AND ROLL FREEDOM!」リリース。
- 2005年
  - 1月、14thアルバム「JUST A ROCKIN' NITE」リリース。

- 2006年
  - 4月、津谷が脱退。ZIGGYとしての活動も休止。
- 2007年
  - 10月、15thアルバム「NOW AND FOREVER」リリース。
- 2008年
  - 2月、ZIGGYの無期限の活動休止がメンバーのコメントとともに発表された。主な理由は、松尾の志向するブルースロック路線ではハードロック出身の宮脇のドラムを活かしきれないなどといったメンバー間の音楽性の相違であるだけでなく森重がアルコール依存症による問題を抱えていた事も後に明かされている[9][10]。
- 2010年
  - 森重の精神状態を考えた戸城の呼びかけにより、戸城、森重、宮脇の3人でZIGGY名義で、期間限定の全国ツアーを行うことが発表される。サポートギタリストにはカトウタロウを迎え、ツアーは秋から年末まで行われた。演奏されたのは初期の楽曲を中心に、アルバム「CRAWL」の時期までの楽曲であった。なお、松尾宗仁はツアー決定に際し、THE PRODIGAL SONSの公式ブログの「俺は放蕩息子」というエントリーにおいて、「某バンドのツアースケジュールが発表されたようだが、俺は参加しない。理由は言わなくてもわかるだろ？」と発言した。
- 2011年
  - ZIGGYの公式サイトが閉鎖される。
- 2014年
  - 公式サイト閉鎖後は、しばらく無風状態が続いたが、結成30周年を記念して森重樹一の呼びかけにより、戸城、カトウタロウ、金川卓矢、佐藤達也を迎え期間限定で活動を再開。全国ツアーを行うとともに、会場限定販売の新曲デモ3曲入りCDなども作成された。また、森重のみがZIGGY名義で多くの地上波の音楽番組に出演した。
  - 8月から9月にかけて、徳間ジャパン在籍時の全オリジナルアルバムがデジタルリマスタリング及びHQCD仕様で再発売され、森重選曲によるベストアルバムも新たにリリースされた。
- 2016年
  - 12月、森重の公式サイトにおいて、2017年にZIGGY名義での全国ツアーが敢行されることが発表された。なお、森重以外はサポートメンバーでの参加となる。
- 2017年
  - 3月、10年ぶりの音源となるシングル「CELEBRATION DAY」リリース。
  - 4月、全国ツアー『ZIGGY TOUR 2017』を敢行。
  - 8月、30周年を記念して全シングルのA面、B面を網羅した3枚組のシングルコレクションをリリース。
  - 10月、16thアルバム「2017」をリリース。アルバムリリースに伴い全国ツアーを開催し、11月から12月にかけて全国18公演を行った。
- 2018年
  - 3月から4月にかけて2ヶ月連続でシングル「TEENAGE LUST」、「君の笑顔より美しい花を知らない』 」リリース。同時にDVD「LIVE 2017」も発売される。
  - 10月、17thアルバム「ROCK SHOW」リリース。11月から12月にかけて全国ツアーを行った。
- 2019年
  - 4月に「ヒカリノアメ」、10月には「I STAY FREE FOREVER」をリリース。また、1stアルバム「ZIGGY 〜IN WITH THE TIMES〜」の再録盤の制作もされる。
- 2020年
  - 6月、2ndアルバム「HOT LIPS」の再録盤をリリース。10月にはシングル「証」をツアー会場、通信販売限定でリリース。
- 2021年
  - 4月、18thアルバム「SDR」をリリース。
- 2023年
  - 8月、19thアルバム「SO BAD, IT’S REAL」をリリース。
- 2024年
  - 4月、結成40周年を記念して、再始動した2017年以降の音源から選曲したベストアルバム「THE LATEST BEST」をリリース。
  - 4月から5月にかけて、結成40周年を記念して全国ツアーを開催。
  - 10月、20thアルバム「For Prayers」をリリース。
  - 12月、『ZIGGY TOUR 2024「For Prayers」』の最終公演にて、2025年以降の活動休止を発表。

## メンバー

### 第1期（1986年10月 - メジャーデビュー - 1992年9月）
- 森重樹一（もりしげ じゅいち、1963年8月28日 - ）ボーカル、作詞、作曲。
- 戸城憲夫（としろ のりお、1960年7月5日 - ）ベース、作曲。
- 松尾宗仁（まつお そうにん、1962年9月15日 - ）ギター。
- 大山正篤（おおやま まさのり、1964年5月25日 - ）ドラム、コーラス。

### 第2期（1992年9月 - 1995年12月）
松尾、大山脱退。
- 森重樹一
- 戸城憲夫
- 横関敦 (ギター) ※BLOND 007サポート
- 新美俊宏 (ドラム) ※BLOND 007サポート

### 第3期（1995年12月 - 1998年1月）
サポートの宮脇（ex.44MAGNUM）が正式加入。
- 森重樹一
- 戸城憲夫
- 宮脇“JOE”知史（みやわき“じょー”さとし、1964年5月6日 - ）ドラム。
- Ichiro (ギター) ※サポート
- 白浜久 (ギター) ※サポート

### 第4期（1998年1月 - 2000年1月）
松尾が復帰。
- 森重樹一
- 戸城憲夫
- 松尾宗仁
- 宮脇“JOE”知史

### 第5期（2000年1月 - 2002年3月）
戸城が脱退し契約上の問題から"ZIGGY"が半年間使用できなくなり、"SNAKE HIP SHAKES"で活動開始（解決後も2002年4月まで活動）。サポートとして津谷が参加。松尾が作曲にも参加。
- 森重樹一
- 松尾宗仁
- 宮脇“JOE”知史
- 津谷正人 ※サポート

### 第6期（2002年4月 - 2006年4月）
ZIGGY再開。津谷が正式加入。
- 森重樹一
- 松尾宗仁
- 宮脇“JOE”知史
- 津谷正人（つや まさと、1969年1月13日 - ）ベース、コーラス。

### 第7期（2006年4月 - 2008年2月）
津谷が脱退。2008年2月から無期限の活動休止。
- 森重樹一
- 松尾宗仁
- 宮脇“JOE”知史
- 五十嵐"Jimmy"正彦 (ギター) ※サポート
- James (市川洋二、ベース) ※サポート

### 第8期（2010年11月 - 2010年12月）
戸城の呼びかけから期間限定でライブを開催。
- 森重樹一
- 宮脇“JOE”知史
- 戸城憲夫
- カトウタロウ (ギター、ex. BEAT CRUSADERS) ※サポート

### 第9期 （2014年3月 - 2014年8月）
結成30周年を機に森重の呼びかけで活動を再開。期間限定のなかライブツアーと約7年振りに新曲をリリース。再開にあたり、当初は第1期の4人での活動も計画されていたが、戸城と松尾が参加にあたり真逆の条件（戸城は新曲のリリースを条件とし、松尾は旧曲でのライブツアーのみの活動を条件とした）を提示したため森重が戸城との活動を選択する。活動休止前のメンバーだった松尾、宮脇は正式に脱退する事になり戸城はサポートという形での参加でZIGGYの正式メンバーは森重のみとなる。
- 森重樹一
- 戸城憲夫 ※サポート
- カトウタロウ (ギター) ※サポート
- 金川卓矢 (ドラム ex. THE SLUT BANKS、TOKYO SAPIENS) ※サポート
- 佐藤達哉 (キーボード) ※サポート

### 第10期 （2017年3月 - ）
- 森重樹一
- カトウタロウ (ギター)※サポート
- Toshi (ベース ex.Femme Fatale)※サポート(2017年はライブのみ参加)
- CHARGEEEEEE… (ドラム Omega Dripp)※サポート(2017年はライブのみ参加)
- 佐藤 達哉 (キーボード)※サポート
- 清 (ベース)※2017年スタジオレコーディングサポート
- 満園英二 (ドラム)※2017年スタジオレコーディングサポート

正式メンバーは森重のみで他はサポートメンバー。

## ディスコグラフィ
●印が付いている部分は、SNAKE HIP SHAKES名義での作品。

### シングル
|      | 発売日         | タイトル                                           | c/w                                              | 収録アルバム                     | 規格   | 品番                    | レーベル                         | オリコン最高位 |
| ---- | -------------- | -------------------------------------------------- | ------------------------------------------------ | -------------------------------- | ------ | ----------------------- | -------------------------------- | -------------- |
| 1st  | 1988年5月25日  | I'M GETTIN' BLUE                                   | CRISIS                                           | ZIGGY 〜IN WITH THE TIMES〜      | 8cmCD  | 10JC-292                | 徳間ジャパンコミュニケーションズ | 15位           |
| 2nd  | 1988年5月25日  | GLORIA                                             | HOT LIPS                                         | HOT LIPS                         | 8cmCD  | 10JC-293                | 徳間ジャパンコミュニケーションズ | 3位            |
| 3rd  | 1988年11月25日 | SING MY SONG (I JUST WANT TO SING MY SONG)         | MIDNIGHT TRIPPER                                 | NICE & EASY                      | EP     | 7JAS-110                | 徳間ジャパンコミュニケーションズ | 30位           |
| 3rd  | 1988年11月25日 | SING MY SONG (I JUST WANT TO SING MY SONG)         | MIDNIGHT TRIPPER                                 | NICE & EASY                      | 8cmCD  | 10JC-334                | 徳間ジャパンコミュニケーションズ | 30位           |
| 4th  | 1989年2月27日  | ONE NIGHT STAND                                    | SHOUT IT OUT LOUD                                | NICE & EASY                      | EP     | 7JAS-114                | 徳間ジャパンコミュニケーションズ | 12位           |
| 4th  | 1989年2月27日  | ONE NIGHT STAND                                    | SHOUT IT OUT LOUD                                | NICE & EASY                      | 8cmCD  | 10JC-398                | 徳間ジャパンコミュニケーションズ | 12位           |
| 5th  | 1989年7月26日  | GLORIA                                             | FEELIN' SATISFIED                                | HOT LIPS                         | EP     | 7JAS-117                | 徳間ジャパンコミュニケーションズ | 3位            |
| 5th  | 1989年7月26日  | GLORIA                                             | FEELIN' SATISFIED                                | HOT LIPS                         | 8cmCD  | 10JC-439                | 徳間ジャパンコミュニケーションズ | 3位            |
| 6th  | 1989年11月1日  | I'M GETTIN' BLUE                                   | BOOGIE WOOGIE TRAIN                              | ZIGGY 〜IN WITH THE TIMES〜      | 8cmCD  | 10JC-480                | 徳間ジャパンコミュニケーションズ | 15位           |
| 7th  | 1992年7月29日  | 午前0時のMERRY-GO-ROUND/LET'S DO IT WITH THE MUSIC |                                                  | YELLOW POP                       | 8cmCD  | TKDP-30637              | 徳間ジャパンコミュニケーションズ | 36位           |
| 8th  | 1994年6月27日  | STAY GOLD                                          | 真夜中の太陽                                     | BLOND 007                        | 8cmCD  | TKDP-70407              | 徳間ジャパンコミュニケーションズ | 7位            |
| 9th  | 1995年3月29日  | Jealousy 〜ジェラシー〜                            | 春色の残像                                       | WHAT NEWS!?                      | 8cmCD  | TKDP-70625              | 徳間ジャパンコミュニケーションズ | 7位            |
| 10th | 1996年2月5日   | 君をのせて                                         | 月が昇る頃には                                   | WHAT NEWS!?                      | 8cmCD  | PHDL-1052               | Mercury Music Entertainment      | 9位            |
| 11th | 1996年3月4日   | STEP BY STEP                                       | HAPPY END                                        | WHAT NEWS!?                      | 8cmCD  | PHDL-1055               | Mercury Music Entertainment      | 11位           |
| 12th | 1996年12月2日  | Silent Eveを待ちながら                             | 無力なViolence                                   | CRAWL                            | 8cmCD  | PHDL-1078               | Mercury Music Entertainment      | 49位           |
| 13th | 1997年2月26日  | Guilty Vanity                                      | Teenage Dreamに祝福あれ                          | CRAWL                            | 8cmCD  | PHDL-1090               | Mercury Music Entertainment      | 93位           |
| 14th | 1999年2月20日  | マケイヌ                                           | ZIG ZAG WALK Boogie                              | Goliath Birdeater                | 8cmCD  | AIDT-5030               | Sony Music Entertainment         | 94位           |
| 15th | 1999年5月21日  | Without…                                           | この空の下のどこかに                             | Goliath Birdeater                | 8cmCD  | AIDT-5042               | Sony Music Entertainment         |                |
| ●1st | 2000年6月21日  | 永遠のJustice 〜この道の果てに〜                   | RAT RACER Fallen Angels                          | SNAKE HIP SHAKES                 | Maxi   | MECR-12107              | トライエム/meldac                | 81位           |
| ●2nd | 2001年3月23日  | RIVER OF TEARS                                     | HAPPY GO LUCKY 星屑になっちまう前に              | VIRAGO                           | Maxi   | MECR-1010               | トライエム/meldac                | 97位           |
| ●3rd | 2001年11月21日 | RAIN                                               | So long! SLIDE                                   | NEVER SAY DIE                    | Maxi   | MECR-1021               | トライエム/meldac                | 87位           |
| 16th | 2002年6月26日  | HEAVEN AND HELL                                    |                                                  | HEAVEN AND HELL                  | Maxi   | MECR-1022               | トライエム/meldac                | 50位           |
| 17th | 2002年10月23日 | 誓い 〜放浪者の丘の静けき夜〜                      | You don't have to worry                          | HEAVEN AND HELL II               | Maxi   | MECR-1024               | トライエム/meldac                | 49位           |
| 18th | 2003年5月7日   | 7th direction                                      |                                                  | VICISSITUDES OF FORTUNE          | Maxi   | MECR-1026               | トライエム/meldac                | 50位           |
| 19th | 2003年8月27日  | My Love                                            | 7DAYS' HANGOVER                                  | ROCK AND ROLL FREEDOM!           | Maxi   | MECR-1028               | トライエム/meldac                | 65位           |
| 20th | 2017年3月22日  | CELEBRATION DAY                                    | 赤の残像 静寂の音がただ青過ぎて                  | 2017-2019 VIDEO CLIPS & SINGLES+ | Maxi   | PECF-3177               | SPACE SHOWER MUSIC               | 37位           |
| 21st | 2018年3月7日   | TEENAGE LUST                                       | 英雄は一人、生の果て                             | 2017-2019 VIDEO CLIPS & SINGLES+ | Maxi   | PECF-3198               | SPACE SHOWER MUSIC               | 67位           |
| 22nd | 2018年4月25日  | 君の笑顔より美しい花を知らない                     | 最後の声が途切れるまで                           | 2017-2019 VIDEO CLIPS & SINGLES+ | Maxi   | PECF-3202               | SPACE SHOWER MUSIC               | 41位           |
| 23rd | 2019年4月3日   | ヒカリノアメ                                       | SOMETIMES MELODY                                 | 2017-2019 VIDEO CLIPS & SINGLES+ | Maxi   | PECF-3231               | SPACE SHOWER MUSIC               | 45位           |
| 24th | 2019年10月9日  | I STAY FREE FOREVER                                | ここから消え失せろ PRIMAL SCREAM NEGATIVE SPIRAL | 2017-2019 VIDEO CLIPS & SINGLES+ | Maxi   | PECF-3241               | SPACE SHOWER MUSIC               | 35位           |
| 25th | 2020年10月31日 | 証                                                 | ONE WAY STREET ガラスの太陽                      |                                  | CD+DVD | ZIGGY-1003 (通信販売盤) | KILLER TUNE                      | 143位          |
| 25th | 2022年2月9日   | 証                                                 | ONE WAY STREET ガラスの太陽                      | WAGE-12004 (一般流通盤)          | CD+DVD |                         | KILLER TUNE                      | 143位          |

### 配信限定シングル
| 発売日        | タイトル                  |
| ------------- | ------------------------- |
| 2021年4月7日  | SWING, DRIVE, ROCK'N'ROLL |
| 2023年8月25日 | 青い雨                    |

#### その他のシングル
| タイトル                                                   | 備考 |
| ---------------------------------------------------------- | --- |
| STAND BY ME                                                | カバー曲で、「NICE & EASY」発売前後に行われた応募者プレゼントの特典。                                                                                          |
| SING MY SONG (I JUST WANT TO SING MY SONG) ONE NIGHT STAND | 「ORDER-MADE -15 NUMBERS SELECTION-」の人気投票時の特典。2曲とも1992年8月17日の日本武道館公演のライブ音源。                                                    |
| 流転                                                       | 「ROCK AND ROLL FREEDOM!」およびシングル2枚の購入者応募特典。                                                                                                  |
| 逆説のファンタジア/逃避行/心模様さえ俺の手には負えない     | 「逆説のファンタジア」、「逃避行」、「心模様さえ俺の手には負えない」の3曲を収録したデモ音源CD。結成30周年TOUR 2014「30th NIGHT STAND」のツアー会場限定で販売。 |

### アルバム

#### オリジナル・アルバム
|              | 発売日         | タイトル                           | 規格      | 品番       | レーベル                         | オリコン最高位 |
| ------------ | -------------- | ---------------------------------- | --------- | ---------- | -------------------------------- | -------------- |
| ミニアルバム | 1987年7月10日  | それゆけ! R&R BAND（インディーズ） | LP        | 15EC-101   | CROWN/VICE                       | 8位            |
| 1st          | 1987年10月5日  | ZIGGY 〜IN WITH THE TIMES〜        | LP        | 28JAL-3132 | 徳間ジャパン                     | 57位           |
| 1st          | 1987年10月5日  | ZIGGY 〜IN WITH THE TIMES〜        | CD        | 32JC-257   | 徳間ジャパン                     | 57位           |
| 2nd          | 1988年5月25日  | HOT LIPS                           | LP        | 28JAL-3155 | 徳間ジャパン                     | 12位           |
| 2nd          | 1988年5月25日  | HOT LIPS                           | CD        | 32JC-298   | 徳間ジャパン                     | 12位           |
| 3rd          | 1989年3月25日  | NICE & EASY                        | LP        | 28JAL-3183 | 徳間ジャパン                     | 6位            |
| 3rd          | 1989年3月25日  | NICE & EASY                        | CD        | 32JC-400   | 徳間ジャパン                     | 6位            |
| ミニアルバム | 1989年7月10日  | それゆけ! R&R BAND〜REVISITED      | CD        | 15JC-437   | 徳間ジャパン                     | 8位            |
| 4th          | 1990年4月25日  | KOOL KIZZ                          | CD        | TKCA-30067 | 徳間ジャパン                     | 1位            |
| ミニアルバム | 1991年6月25日  | SOUND TRAX                         | CD        | TKCA-30317 | 徳間ジャパン                     | 8位            |
| 5th          | 1992年6月25日  | YELLOW POP                         | CD        | TKCP-30589 | 徳間ジャパンコミュニケーションズ | 8位            |
| 6th          | 1993年7月21日  | ZOO & RUBY                         | CD        | TKCP-70092 | 徳間ジャパンコミュニケーションズ | 5位            |
| 7th          | 1994年7月27日  | BLOND 007                          | CD        | TKCP-70441 | 徳間ジャパンコミュニケーションズ | 6位            |
| 8th          | 1996年3月25日  | WHAT NEWS!?                        | CD        | PHCL-5026  | Mercury Music Entertainment      | 9位            |
| 9th          | 1997年3月26日  | CRAWL                              | CD        | PHCL-5060  | Mercury Music Entertainment      | 25位           |
| 10th         | 1999年3月20日  | Goliath Birdeater                  | CD        | AICT-1040  | Sony Music Entertainment         | 63位           |
| ●1st         | 2000年7月26日  | SNAKE HIP SHAKES                   | CD        | MECR-30123 | トライエム/meldac                | 57位           |
| ●2nd         | 2001年4月25日  | VIRAGO                             | CD        | MECR-3001  | トライエム/meldac                | 58位           |
| ●3rd         | 2001年12月19日 | NEVER SAY DIE                      | CD        | MECR-3010  | トライエム/meldac                | 58位           |
| 11th         | 2002年7月24日  | HEAVEN AND HELL                    | CD        | MECR-3011  | トライエム/meldac                | 39位           |
| 12th         | 2002年12月18日 | HEAVEN AND HELL II                 | CD        | MECR-3016  | トライエム/meldac                | 54位           |
| 13th         | 2003年9月18日  | ROCK AND ROLL FREEDOM!             | CD        | MECR-3018  | トライエム/meldac                | 44位           |
| 14th         | 2005年1月26日  | JUST A ROCKIN' NITE                | CD        | MECR-2018  | トライエム/meldac                | 59位           |
| 15th         | 2007年10月24日 | NOW AND FOREVER                    | CD(2枚組) | TKCA-73262 | 徳間ジャパンコミュニケーションズ | 58位           |
| 15th         | 2007年10月24日 | NOW AND FOREVER                    | CD        | TKCA-73267 | 徳間ジャパンコミュニケーションズ | 58位           |
| 16th         | 2017年10月25日 | 2017                               | CD(2枚組) | PECF-3185  | SPACE SHOWER MUSIC               | 29位           |
| 17th         | 2018年10月24日 | ROCK SHOW                          | CD        | PECF-3214  | SPACE SHOWER MUSIC               | 26位           |
| 18th         | 2021年4月21日  | SDR                                | CD        | WAGE-12001 | KILLER TUNE                      | 29位           |
| 18th         | 2021年4月21日  | SDR                                | CD+DVD    | WAGE-12002 | KILLER TUNE                      | 29位           |
| 19th         | 2023年8月28日  | SO BAD, IT'S REAL                  | CD        | WAGE-12006 | KILLER TUNE                      | 48位           |
| 20th         | 2024年10月23日 | For Prayers                        | CD        | WAGE-12010 | KILLER TUNE                      | 37位           |

##### 2014年再発・HQCD盤 デジタルリマスター
デジタルリマスター仕様。
|   | 発売日       | タイトル                      | 規格 | 品番       | レーベル                                      |
| - | ------------ | ----------------------------- | ---- | ---------- | --------------------------------------------- |
| 1 | 2014年8月6日 | ZIGGY 〜IN WITH THE TIMES〜   | HQCD | TKCA-10088 | 徳間ジャパンコミュニケーションズ/JAPAN RECORD |
| 2 | 2014年8月6日 | HOT LIPS                      | HQCD | TKCA-10089 | 徳間ジャパンコミュニケーションズ/JAPAN RECORD |
| 3 | 2014年8月6日 | NICE & EASY                   | HQCD | TKCA-10090 | 徳間ジャパンコミュニケーションズ/JAPAN RECORD |
| 4 | 2014年8月6日 | それゆけ! R&R BAND〜REVISITED | HQCD | TKCA-10091 | 徳間ジャパンコミュニケーションズ/JAPAN RECORD |
| 5 | 2014年8月6日 | KOOL KIZZ                     | HQCD | TKCA-10092 | 徳間ジャパンコミュニケーションズ/JAPAN RECORD |
| 6 | 2014年8月6日 | SOUND TRAX                    | HQCD | TKCA-10093 | 徳間ジャパンコミュニケーションズ/JAPAN RECORD |
| 7 | 2014年8月6日 | YELLOW POP                    | HQCD | TKCA-10094 | 徳間ジャパンコミュニケーションズ/JAPAN RECORD |
| 8 | 2014年8月6日 | ZOO & RUBY                    | HQCD | TKCA-10095 | 徳間ジャパンコミュニケーションズ/JAPAN RECORD |
| 9 | 2014年8月6日 | BLOND 007                     | HQCD | TKCA-10096 | 徳間ジャパンコミュニケーションズ/JAPAN RECORD |

#### ベスト・アルバム
|    | 発売日         | タイトル                                | 規格        | 品番                                                    | レーベル                         | オリコン最高位 |
| -- | -------------- | --------------------------------------- | ----------- | ------------------------------------------------------- | -------------------------------- | -------------- |
| 1  | 1992年12月4日  | ORDER-MADE -15 NUMBERS SELECTION-       | CD          | TKCP-30718 (初回はスリーブケース仕様、ブックレット封入) | 徳間ジャパンコミュニケーションズ | 8位            |
| 2  | 1997年12月5日  | What's Best!? -SINGLES 1987〜1997-      | CD          | PHCL-5079                                               | Mercury Music Entertainment      | 97位           |
| ●1 | 2003年12月19日 | WORST 〜VERY BEST OF SNAKE HIP SHAKES〜 | CD          | MECR-2004                                               | トライエム/meldac                | 149位          |
| ●1 | 2003年12月19日 | WORST 〜VERY BEST OF SNAKE HIP SHAKES〜 | CD+DVD      | MECR-3019(限定)                                         | トライエム/meldac                | 149位          |
| 3  | 2004年9月8日   | VICISSITUDES OF FORTUNE                 | CD(4枚組)   | MECR-5001 MECR-6001(初回)                               | トライエム/meldac                | 50位           |
| 4  | 2004年11月25日 | ゴールデン☆ベスト                       | CD(2枚組)   | TKCA-72782                                              | JAPAN RECORD                     |                |
| 5  | 2014年9月3日   | ZIGGY プラチナムベスト                  | HQCD(2枚組) | TKCA-10097                                              | JAPAN RECORD                     | 72位           |
| 6  | 2017年8月9日   | ZIGGY SINGLE COLLECTION                 | CD(3枚組)   | TKCA-74544                                              | JAPAN RECORD                     |                |
| 7  | 2024年4月10日  | THE LATEST BEST                         | CD          | WAGE-12008                                              | Sony Music Solutions Inc.        | 39位           |

#### セルフカバー・アルバム
|    | 発売日         | タイトル                                          | 規格 | 品番                        | レーベル          |
| -- | -------------- | ------------------------------------------------- | ---- | --------------------------- | ----------------- |
| ●1 | 2000年10月25日 | NO DOUBT -ZIGGY SONGS played by SNAKE HIP SHAKES- | CD   | MECR-30124                  | トライエム/meldac |
| 1  | 2019年11月1日  | IN WITH THE TIMES                                 | CD   | ZIGGY-9001 (FC会員限定盤)   | KILLER TUNE       |
| 1  | 2019年11月1日  | IN WITH THE TIMES                                 | CD   | ZIGGY-1001 (会場限定盤)     | KILLER TUNE       |
| 1  | 2020年1月8日   | IN WITH THE TIMES                                 | CD   | DDCZ-2248 (一般流通盤)      | KILLER TUNE       |
| 2  | 2020年6月      | HOT LIPS                                          | CD   | ZIGGY-9002 (FC会員限定盤)   | KILLER TUNE       |
| 2  | 2020年6月      | HOT LIPS                                          | CD   | ZIGGY-1002 (通信販売通常盤) | KILLER TUNE       |
| 2  | 2020年10月7日  | HOT LIPS                                          | CD   | DDCZ-2260 (一般流通盤)      | KILLER TUNE       |

#### BOX
|   | 発売日        | タイトル                     | 規格          | 品番            | レーベル          |
| - | ------------- | ---------------------------- | ------------- | --------------- | ----------------- |
| 1 | 2004年2月25日 | HEAVEN AND HELL COMPLETE BOX | CD(2枚組)     | MECR-2007       | トライエム/meldac |
| 1 | 2004年2月25日 | HEAVEN AND HELL COMPLETE BOX | CD(2枚組)+DVD | MECR-3020(初回) | トライエム/meldac |

### 映像作品
|    | 発売日         | タイトル                                                             | 規格    | 品番       | レーベル                                |
| -- | -------------- | -------------------------------------------------------------------- | ------- | ---------- | --------------------------------------- |
| 1  | 1988年3月25日  | 1.16.芝浦・冬の陣                                                    | VHS     | 48SH-46    | 徳間ジャパン                            |
| 1  | 1989年6月25日  | 1.16.芝浦・冬の陣                                                    | LD      | 48SX-27    | 徳間ジャパン                            |
| 2  | 1988年6月25日  | ALL THAT ZIGGY                                                       | LD      | 48SX-28    | 徳間ジャパン                            |
| 2  | 1988年12月21日 | ALL THAT ZIGGY                                                       | VHS     | 38SH-69    | 徳間ジャパン                            |
| 2  | 2003年12月21日 | ALL THAT ZIGGY                                                       | DVD     | TKBA-1044  | 徳間ジャパンコミュニケーションズ        |
| 3  | 1989年10月25日 | BIG MOUTH                                                            | VHS     | 46SH-113   | 徳間ジャパン                            |
| 3  | 1989年10月25日 | BIG MOUTH                                                            | LD      | TKLA-50008 | 徳間ジャパン                            |
| 3  | 2003年12月21日 | BIG MOUTH                                                            | DVD     | TKBA-1043  | 徳間ジャパンコミュニケーションズ        |
| 4  | 1990年12月5日  | ALL THAT ZIGGY 2                                                     | VHS     | TKVA-60110 | 徳間ジャパン                            |
| 4  | 1990年12月5日  | ALL THAT ZIGGY 2                                                     | LD      | TKLA-50015 | 徳間ジャパン                            |
| 5  | 1991年4月25日  | ALL or NOTHING                                                       | VHS     | TKVA-60176 | 徳間ジャパン                            |
| 5  | 1991年4月25日  | ALL or NOTHING                                                       | LD      | TKLA-50039 | 徳間ジャパン                            |
| 6  | 1991年9月1日   | ZIGGY THE MOVIE〜それゆけ! R＆R BAND                                 | VHS     | TKVA-60233 | 徳間ジャパン                            |
| 6  | 1991年9月1日   | ZIGGY THE MOVIE〜それゆけ! R＆R BAND                                 | LD      | TKLA-50046 | 徳間ジャパン                            |
| 7  | 1992年11月6日  | COME ON EVERYBODY                                                    | VHS     | TKVA-60467 | 徳間ジャパンコミュニケーションズ        |
| 7  | 1992年11月6日  | COME ON EVERYBODY                                                    | LD      | TKLA-50079 | 徳間ジャパンコミュニケーションズ        |
| 8  | 1997年6月18日  | VIDEO de ZIGGY VIDEO CLIPS 1994-1997                                 | VHS     | PHVL-4001  | Mercury Music Entertainment             |
| ●1 | 2001年11月21日 | LIVE FILM 2001-TOUR “VIRAGO” 2001 TOKYO SHIBUYA-AX-                  | VHS     | MEVR-4001  | トライエム/meldac                       |
| ●1 | 2001年11月21日 | LIVE FILM 2001-TOUR “VIRAGO” 2001 TOKYO SHIBUYA-AX-                  | DVD     | MEBR-5001  | トライエム/meldac                       |
| ●2 | 2002年6月26日  | SNAKE HIP SHAKES FILM 2002 -LIVE & 5 CLIPS-                          | VHS     | MEVR-4003  | トライエム/meldac                       |
| ●2 | 2002年6月26日  | SNAKE HIP SHAKES FILM 2002 -LIVE & 5 CLIPS-                          | DVD     | MEBR-4001  | トライエム/meldac                       |
| 9  | 2002年12月18日 | DEBUT 15th ANNIVERSARY LIVE "HEAVEN AND HELL" at 日比谷野音 2002.9.8 | VHS     | MEVR-4005  | トライエム/meldac                       |
| 9  | 2002年12月18日 | DEBUT 15th ANNIVERSARY LIVE "HEAVEN AND HELL" at 日比谷野音 2002.9.8 | DVD     | MEBR-4005  | トライエム/meldac                       |
| 10 | 2003年9月18日  | Live-Yだよ ZIGGYさん! 2828ナイトスペシャル(仮)                       | VHS     | MEVR-4006  | トライエム/meldac                       |
| 10 | 2003年9月18日  | Live-Yだよ ZIGGYさん! 2828ナイトスペシャル(仮)                       | DVD     | MEBR-4006  | トライエム/meldac                       |
| 11 | 2003年7月2日   | ライブ帝国 ZIGGY                                                     | DVD     | DEBP-13006 | ハピネット                              |
| 12 | 2004年11月5日  | ライブ帝国 SNAKE HIP SHAKES〜ZIGGY                                   | DVD     | JPBP-13033 | ハピネット                              |
| 13 | 2004年5月19日  | TOUR ’03 ROCK AND ROLL FREEDOM!                                      | DVD     | MEBR-4007  | トライエム/meldac                       |
| 14 | 2005年3月2日   | SNAKE HIP SHAKES NIGHT 2004.11.6                                     | DVD     | MEBR-3003  | トライエム/meldac                       |
| 15 | 2005年3月2日   | ZIGGY NIGHT 2004.11.7                                                | DVD     | MEBR-3004  | トライエム/meldac                       |
| 16 | 2005年6月22日  | ALL THAT ZIGGY III -SNAKE HIP SHAKES〜ZIGGY-                         | DVD     | MEBR-3005  | トライエム/meldac                       |
| 17 | 2005年9月14日  | ONE NIGHT STAND -真夏の夜の夢- 2005.7.2 at日比谷野外音楽堂           | DVD     | MEBR-4011  | トライエム/meldac                       |
| 18 | 2006年12月22日 | SPACE SHOWER ARCHIVE ZIGGY LIVE 9002                                 | DVD     | DEJR-1002  | デジタルサイト                          |
| 19 | 2007年10月24日 | “東西夏開き ! !” LIVE 2007 at SHIBUYA-AX                             | DVD     | TKBA-1108  | 徳間ジャパンコミュニケーションズ/meldac |
| 20 | 2008年2月27日  | DOCUMENT 2007 -NOW AND FOREVER-                                      | DVD     | TKBA-1111  | 徳間ジャパンコミュニケーションズ/meldac |
| 21 | 2014年12月24日 | ALL THAT ZIGGY PLUS                                                  | Blu-ray | TKXA-1041  | JAPAN RECORD                            |
| 22 | 2017年10月25日 | ZIGGY LIVE 9002 +                                                    | DVD+CD  | PEBF-3190  | SPACE SHOWER MUSIC                      |
| 23 | 2018年4月25日  | LIVE 2017                                                            | 2DVD    | PEBF-3199  | SPACE SHOWER MUSIC                      |
| 24 | 2019年8月21日  | LIVE 2018                                                            | 2DVD+CD | PEBF-3238  | SPACE SHOWER MUSIC                      |
| 25 | 2020年3月4日   | 2017-2019 VIDEO CLIPS & SINGLES+                                     | DVD+CD  | PEBF-3250  | SPACE SHOWER MUSIC                      |
| 26 | 2020年4月22日  | LIVE 2019 2019.12.26 NAKANO SUNPLAZA AND MORE                        | DVD+2CD | PEBF-3253  | SPACE SHOWER MUSIC                      |
| 27 | 2023年11月11日 | ZIGGY MORISHIGE,JUICHI 60th ANNIVERSARY LIVE「SO BAD」               | DVD     | WAGE-12007 | KILLER TUNE                             |

#### 再発
| 発売日         | タイトル                             | 規格 | 品番      | レーベル     |
| -------------- | ------------------------------------ | ---- | --------- | ------------ |
| 2014年12月24日 | 1.16.芝浦・冬の陣                    | DVD  | TKBA-1215 | JAPAN RECORD |
| 2014年12月24日 | BIG MOUTH                            | DVD  | TKBA-1219 | JAPAN RECORD |
| 2014年12月24日 | ALL or NOTHING                       | DVD  | TKBA-1216 | JAPAN RECORD |
| 2014年12月24日 | ZIGGY THE MOVIE〜それゆけ! R＆R BAND | DVD  | TKBA-1217 | JAPAN RECORD |
| 2014年12月24日 | COME ON EVERYBODY                    | DVD  | TKBA-1218 | JAPAN RECORD |

### 書籍
- 派手めな普段着 （1989年11月、シンコーミュージック、ISBN 9784401612888）
- ZIGGY,ZIGGY,ZIGGY―ジギー全角度分析図鑑 （1991年5月、JICC出版局、ISBN 9784796601450）
- HEAVEN AND HELL〜天獄のはざまで〜SIDE HEAVEN （2002年10月、ソニーマガジンズ、ISBN 9784789718974）

### 写真集
- HEAVEN AND HELL〜天獄のはざまで〜SIDE HELL （2002年10月、ソニーマガジンズ、ISBN 9784789718981）
- That is my life （2005年）

●印はSNAKE HIP SHAKES名義の作品

## タイアップ
| 曲名                             | タイアップ                                                                | 収録作品                                    |
| -------------------------------- | ------------------------------------------------------------------------- | ------------------------------------------- |
| GLORIA                           | フジテレビ系ドラマ『同・級・生』主題歌                                    | シングル「GLORIA」                          |
| I'M GETTIN' BLUE                 | テレビ朝日系『ど〜する!?TVタックル』エンディングテーマ                    | シングル「I'M GETTIN' BLUE」                |
| DON'T STOP BELIEVING             | 映画『遥かなる甲子園』主題歌                                              | アルバム「KOOL KIZZ」                       |
| 午前0時のMERRY-GO-ROUND          | ANB系ドラマ『本当にあった怖い話』後期エンディングテーマ                   | シングル「午前0時のMERRY-GO-ROUND」         |
| LET'S DO IT WITH THE MUSIC       | ナショナル蛍光灯「パルック」CMソング                                      | シングル「午前0時のMERRY-GO-ROUND」         |
| STAY GOLD                        | 『94'劇空間プロ野球』イメージソング                                       | シングル「STAY GOLD」                       |
| 12月の風になりたい               | AXIA「Z2」CMソング                                                        | アルバム「BLOND 007」                       |
| Jealousy 〜ジェラシー〜          | 「カメリアダイアモンド」イメージソング                                    | シングル「Jealousy 〜ジェラシー〜」         |
| 君をのせて                       | フジテレビ系『HEY!HEY!HEY! MUSIC CHAMP』1996年1月-3月度エンディングテーマ | シングル「君をのせて」                      |
| STEP BY STEP                     | 読売テレビ・日本テレビ系アニメ『名探偵コナン』初代エンディングテーマ      | シングル「STEP BY STEP」                    |
| HAPPY END                        | 読売テレビ・日本テレビ系アニメ『名探偵コナン』挿入歌                      | シングル「STEP BY STEP」                    |
| Silent Eveを待ちながら           | フジテレビ系『タモリのスーパーボキャブラ天国』エンディングテーマ          | シングル「Silent Eveを待ちながら」          |
| Guilty Vanity                    | フジテレビ系『猛烈アジア太郎』オープニングテーマ                          | シングル「Guilty Vanity」                   |
| Without…                         | 元気・首都高バトル(DC)テーマ曲＆CM曲                                      | シングル「Without…」                        |
| 澱みない宵闇の蒼さの果てに       | 『全日本GT選手権』エンディングテーマ                                      | アルバム「VIRAGO」                          |
| 永遠のJustice 〜この道の果てに〜 | 元気・首都高バトル2(DC)テーマ曲＆CM曲                                     | シングル「永遠のJustice〜この道の果てに〜」 |